# دومينيك رودس
دومينيك رودس (بالإنجليزية: Dominic Rhodes)‏ هو لاعب كرة قدم أمريكية أمريكي، ولد في 17 يناير 1979 في واكو في الولايات المتحدة.

## وصلات خارجية
- دومينيك رودس على موقع إي إس بي إن.كوم (أن.أف.أل)3
- دومينيك رودس على موقع مرجع كرة القدم المحترفة.كوم (الإنجليزية)
- دومينيك رودس على موقع JustSportsStats.com (الإنجليزية)